# Законодавча лакуна
Лакуна (лат. lacuna ‘заглибина, западина, прогалина’), non liquet (лат. non liquet ‘не ясно’) — у міжнародному праві — відсутність договору, або звичаєвої норми, яка могла бути використана для врегулювання правових відносин. 

## Походження терміна
Згідно Цицерону, термін non liquet було впроваджено у Римській республіці до вердикту «не доведено», коли винність або невинуватість підсудного була «незрозуміла». Наразі вердикт «не доведено» поряд з вердиктами «винен» та «не винен» використовується в судах Шотландії.

## Судова практика
Констатуючи лакуну, міжнародний суддя або арбітр може оголосити лат. non liquet — відмову від розгляду справи через неясність питання. Однак у сучасному міжнародному праві використання non liquet не визначається безумовно.
Як зазначено у Модельних правилах арбітражної процедури, прийнятих у 1958 році Комісією міжнародного права ООН, «арбітражний суд не може проголошувати non liquet під приводом мовчання або неясності права, яке підлягає застосуванню». 
Статут Міжнародного суду ООН (стаття 38) надає судді можливість у разі констатації лакуни звернутися до загальних принципів права, визначених цивілізованими націями, а також судових рішень і доктрин найкваліфікованіших спеціалістів з публічного права різних країн як допоміжного засобу для формування необхідної правової норми.
Крім того, суд за згодою сторін отримує право вирішувати спори ex aequo et bono по справедливості і доброті’.